# Friesland (Schiff, 1989)
Die Friesland ist eine Fähre der niederländischen Reederei Doeksen. Sie verkehrte bis 2020 zwischen Harlingen und Terschelling.

## Geschichte
Die Fähre wurde unter der Baunummer 941 auf der Werft Van der Giessen-De Noord in Krimpen aan den IJssel gebaut. Die Kiellegung fand am 20. Juni, der Stapellauf am 19. Dezember 1988 statt. Die Fähre wurde am 16. April 1989 abgeliefert und am 30. Juni des Jahres zwischen Harlingen und Terschelling in Dienst gestellt. Das Schiff ist die größte zwischen Harlingen und Terschelling verkehrende Fähre. Dies führte anfangs zu Problemen zwischen der Reederei und der unter anderem für den Fährverkehr zuständigen Behörde Rijkswaterstaat.
Infolge der Indienststellung der beiden Katamaranfähren Willem Barentsz und Willem de Vlamingh wurde die Friesland aus der Fahrt genommen. Sie dient als Reservefähre und in den Sommermonaten zur Unterstützung der regulär verkehrenden Fähren.

## Technische Daten und Ausstattung
Das Schiff wird von zwei MaK-Dieselmotoren mit jeweils 1750 PS Leistung angetrieben. Die Motoren wirken auf zwei Festpropeller. Das Schiff ist mit zwei Bugstrahlrudern ausgerüstet.
Die Fähre verfügt über ein durchlaufendes Fahrzeugdeck mit sechs Fahrspuren sowie zwei zweiteilige höhenverstellbare Fahrzeugdecks. Das durchlaufende Fahrzeugdeck auf dem Hauptdeck ist über Zufahrten am Bug und am Heck zugänglich. Die Zufahrt am Bug befindet sich hinter einem nach oben aufklappbaren Bugvisier, die Zufahrt am Heck hinter einer nach oben aufklappbaren Heckklappe. Die höhenverstellbaren Fahrzeugdecks sind über herunterklappbare Rampen vom Hauptdeck aus zugänglich.
Oberhalb der Fahrzeugdecks befinden sich drei Decks mit den Einrichtungen für die Passagiere sowie Räume für die Schiffsbesatzung und den Schiffsbetrieb. Für die Passagiere stehen unter anderem mehrere Aufenthaltsräume und ein Selbstbedienungsrestaurant zur Verfügung. Seitlich und am Heck sowie auf dem obersten Deck sind offene, für die Passagiere zugängliche und teilweise mit Sitzgelegenheiten ausgestattete Decksbereiche vorhanden. Die Brücke befindet sich auf dem obersten Deck im vorderen Teil der Decksaufbauten. Sie ist über die gesamte Breite des Schiffes geschlossen. Zur besseren Übersicht bei An- und Ablegemanövern und dem Navigieren in engen Fahrwassern gehen die Nocken etwas über die Schiffsbreite hinaus.
Die Kapazität des Schiffes betrug ursprünglich 1750 Passagiere und 120 Pkw. Mittlerweile wird sie mit 1100 Passagieren und 100 Pkw angegeben.